# Nagari Sitalang
Nagari Sitalang is een bestuurslaag in het regentschap Agam van de provincie West-Sumatra, Indonesië. Nagari Sitalang telt 2424 inwoners (volkstelling 2010).